# Condado de Skamania
El condado de Skamania (en inglés: Skamania County), fundado en 1854, es uno de 39 condados del estado estadounidense de Washington. En el año 2009, el condado tenía una población de 10,894 habitantes y una densidad poblacional de 3 personas por km². La sede del condado es Stevenson.

## Geografía
Según la Oficina del Censo, el condado tiene un área total de 4362 km² (1684,2 mi²), de la cual 4289 km² (1656,0 mi²) es tierra y 70 km² (27,0 mi²) (1.63%) es agua.

### Condados adyacentes
- Condado de Lewis (norte)
- Condado de Yakima (noreste)
- Condado de Klickitat (este)
- Condado de Hood River (Oregón) (sur)
- Condado de Multnomah (Oregón) (suroeste)
- Condado de Clark (oeste)
- Condado de Cowlitz (oeste)

### Áreas protegidas
- Refugio Nacional de Vida Salvaje Franz Lake
- Bosque Nacional Gifford Pinchot (parte)
- Sitio Histórico Nacional Misión Whitman
- Refugio Nacional de Vida Salvaje Pierce
- Monumento Volcánico Nacional Monte Santa Helena

## Demografía
Según el censo de 2000, había 9,872 personas, 3,755 hogares y 2,756 familias residiendo en la localidad. La densidad de población era de 2 hab./km². Había 4,576 viviendas con una densidad media de 1 viviendas/km². El 92.11% de los habitantes eran blancos, el 0.30% afroamericanos, el 2.20% amerindios, el 0.54% asiáticos, el 0.17% isleños del Pacífico, el 2.43% de otras razas y el 2.25% pertenecía a dos o más razas. El 4.03% de la población eran hispanos o latinos de cualquier raza.
Los ingresos medios por hogar en la localidad eran de $39,317, y los ingresos medios por familia eran $44,586. Los hombres tenían unos ingresos medios de $36,732 frente a los $25,130 para las mujeres. La renta per cápita para el condado era de $18,002. Alrededor del 13.10% de la población estaban por debajo del umbral de pobreza. 

## Localidades
- North Bonneville
- Stevenson

### Lugares designados por el censo
- Carson River Valley

### Otras comunidades
- Carson (relacionado con Carson River Valley CDP)
- Stabler (conocido como Hemlock)
- Mill A
- Skamania
- Willard

## Transporte

### Carreteras principales
- Ruta Estatal 14